# Arguel (Somme)
Arguel (picardisch Ardjué) ist eine französische Gemeinde mit 32 Einwohnern (Stand 1. Januar 2022) im Département Somme in der Region Hauts-de-France. Sie gehört zum Arrondissement Amiens und zum Poix-de-Picardie.

## Geographie
Arguel liegt nördlich von Le Quesne an der scharfen, das Flüsschen Liger im Norden begleitenden Hangkante und erstreckt sich über die Hochfläche der Landschaft Vimeu.

## Geschichte
Die Gemeinde nimmt die Stelle eines alten Römerlagers ein, an dessen Stelle Renouard d’Arguel um die Wende vom 11. zum 12. Jahrhundert ein Schloss errichtete, das im Hundertjährigen Krieg 1347 von englischen Truppen eingenommen wurde. Die französische Wiedereroberung fand 1402 statt.

## Einwohner
| 1962 | 1968 | 1975 | 1982 | 1990 | 1999 | 2006 | 2012 |
| ---- | ---- | ---- | ---- | ---- | ---- | ---- | ---- |
| 78   | 54   | 30   | 35   | 31   | 35   | 32   | 29   |

## Sehenswürdigkeiten
- Kirche Saint-Jean-Baptiste
- Burghügel (motte féodale) mit Kalvarienberg aus dem Jahr 1861 und großem Kreuz